# Roelos de Sayago
Roelos de Sayago is een gemeente in de Spaanse provincie Zamora in de regio Castilië en León met een oppervlakte van 54,99 km². Roelos de Sayago telt 171 inwoners (1 januari 2016).

## Demografische ontwikkeling
Bron: INE, 1857-2011: volkstellingen